# Unione Sportiva Triestina Calcio 1918 2020-2021
Questa voce raccoglie le informazioni riguardanti l'Unione Sportiva Triestina Calcio 1918 nelle competizioni ufficiali della stagione 2020-2021.

## Stagione
Nella stagione 2020-2021 la Triestina disputa il girone B del campionato di Serie C, raccoglie 59 punti che valgono il nono posto finale. Disputa il primo turno dei Play-off il 16 maggio 2021, ma viene superata al Rocco (0-1) dalla Virtus Verona. La Triestina inizia la stagione con il tecnico Carmine Gautieri, dopo una partenza claudicante, viene sostituito a fine novembre da Giuseppe Pillon. Ottiene 29 punti nel girone di andata e 30 nel girone di ritorno con un percorso regolare. In questa stagione non si è giocata la Coppa Italia di Serie C. La squadra alabardata ha però disputato a settembre la Coppa Italia nazionale dove nel primo turno si è imposta (0-2) a Potenza, poi nel secondo turno viene eliminata dal Monza (3-0). Il napoletano Guido Gomez, autore di 13 reti è stato il miglior realizzatore triestino di stagione.

## Divise e sponsor
Per la stagione 2020-2021 lo sponsor tecnico è MM (marchio autoprodotto), mentre lo sponsor ufficiale è Step Impianti S.R.L.
| Casa | Trasferta |

## Rosa
| N. |                        | Ruolo | Calciatore           |
| -- | ---------------------- | ----- | -------------------- |
| 1  | Italia (bandiera)      | P     | Daniel Offredi       |
| 3  | Italia (bandiera)      | D     | Davide Brivio        |
| 4  | Portogallo (bandiera)  | D     | Aníbal Capela        |
| 5  | Italia (bandiera)      | D     | Alessandro Lambrughi |
| 6  | Paesi Bassi (bandiera) | C     | Reda Boultam         |
| 6  | Uruguay (bandiera)     | D     | Walter López         |
| 7  | Italia (bandiera)      | A     | Davis Mensah         |
| 8  | Italia (bandiera)      | C     | Federico Maracchi    |
| 9  | Uruguay (bandiera)     | A     | Pablo Granoche       |
| 10 | Italia (bandiera)      | C     | Francesco Lodi       |
| 11 | Italia (bandiera)      | A     | Leonardo Gatto       |
| 12 | Italia (bandiera)      | P     | Alex Valentini       |
| 13 | Italia (bandiera)      | D     | Lorenzo Filippini    |
| 14 | Italia (bandiera)      | D     | Francesco Rapisarda  |
| 15 | Italia (bandiera)      | D     | Alessandro Ligi      |
| 16 | Italia (bandiera)      | D     | Angelo Tartaglia     |
| 17 | Italia (bandiera)      | A     | Andrea Procaccio     |

| N. |                     | Ruolo | Calciatore        |
| -- | ------------------- | ----- | ----------------- |
| 18 | Italia (bandiera)   | C     | Giuseppe Rizzo    |
| 19 | Italia (bandiera)   | A     | Simone Butti      |
| 19 | Italia (bandiera)   | D     | Franco Lepore     |
| 20 | Italia (bandiera)   | A     | Vincenzo Sarno    |
| 21 | Italia (bandiera)   | A     | Mirco Petrella    |
| 22 | Italia (bandiera)   | P     | Raffaele Ioime    |
| 23 | Slovenia (bandiera) | D     | Andraž Struna     |
| 24 | Italia (bandiera)   | C     | Daniele Giorico   |
| 25 | Italia (bandiera)   | A     | Guido Gomez       |
| 26 | Italia (bandiera)   | C     | Stefano Palmucci  |
| 27 | Italia (bandiera)   | C     | Simone Calvano    |
| 28 | Italia (bandiera)   | C     | Lorenzo Cavaliere |
| 31 | Italia (bandiera)   | P     | Aniello De Luca   |
| 32 | Italia (bandiera)   | A     | Gianluca Litteri  |
| 33 | Italia (bandiera)   | P     | Tommaso Rossi     |
| 44 | Brasile (bandiera)  | C     | Paulinho          |
|    | Italia (bandiera)   | D     | Francesco Cernuto |

## Calciomercato

### Sessione estiva(dal 01/09 al 05/10)
| Acquisti | Acquisti            | Acquisti             | Acquisti      |
| R.       | Nome                | da                   | Modalità      |
| -------- | ------------------- | -------------------- | ------------- |
| P        | Raffaele Ioime      | Potenza              | svincolato    |
| P        | Alex Valentini      | Alessandria          | fine prestito |
| D        | Aníbal Capela       |                      | svincolato    |
| D        | Roberto Codromaz    | Rimini               | fine prestito |
| D        | Emanuele Dubaz      | Grumentum Val d'Agri | fine prestito |
| D        | Lorenzo Filippini   | Gubbio               | svincolato    |
| D        | Alessandro Ligi     | Carpi                | svincolato    |
| D        | Antonio Natalucci   | Nardò                | svincolato    |
| D        | Luca Pizzul         | Renate               | fine prestito |
| D        | Francesco Rapisarda | Sambenedettese       | definitivo    |
| D        | Andraž Struna       | Voluntari            | definitivo    |
| C        | Reda Boultam        | Cremonese            | svincolato    |
| C        | Stefano Palmucci    | Parma                | prestito      |
| C        | Giuseppe Rizzo      |                      | svincolato    |
| C        | Simone Calvano      | Verona               | definitivo    |
| A        | Lorenzo Cavaliere   | Grumentum Val d'Agri | fine prestito |
| A        | Rocco Costantino    | Bari                 | fine prestito |
| A        | Alessio Di Massimo  | Sambenedettese       | svincolato    |
| A        | Andrea Ferretti     | Imolese              | fine prestito |
| A        | Leonardo Gatto      | Virtus Entella       | definitivo    |
| A        | Matteo Gubellini    | Cjarlins Muzane      | fine prestito |
| A        | Gianluca Litteri    | Cosenza              | definitivo    |
| A        | Mirco Petrella      | Südtirol             | svincolato    |
| A        | Vincenzo Sarno      | Catania              | definitivo    |

| Cessioni | Cessioni           | Cessioni          | Cessioni      |
| R.       | Nome               | a                 | Modalità      |
| -------- | ------------------ | ----------------- | ------------- |
| P        | Kristjan Matoševič | Cosenza           | definitivo    |
| D        | Roberto Codromaz   | Juve Stabia       | svincolato    |
| D        | Emanuele Dubaz     | Molfetta          | prestito      |
| D        | Federico Ermacora  | Udinese           | fine prestito |
| D        | Giovanni Formiconi | Gubbio            | svincolato    |
| D        | Lorenzo Laverone   | Ascoli            | fine prestito |
| D        | Alessandro Malomo  |                   | svincolato    |
| D        | Antonio Natalucci  | Novara            | prestito      |
| D        | Luca Pizzul        | Pro Patria        | prestito      |
| D        | Andrea Scrugli     | Sambenedettese    | svincolato    |
| D        | Andrea Signorini   | Catanzaro         | fine prestito |
| C        | Alberto Salata     |                   | svincolato    |
| C        | Demetrio Steffè    | Cesena            | svincolato    |
| A        | Rocco Costantino   | Modena            | svincolato    |
| A        | Alessio Di Massimo | Catanzaro         | prestito      |
| A        | Andrea Ferretti    |                   | svincolato    |
| A        | Matteo Gubellini   | Desenzano Calvina | svincolato    |

### Sessione invernale(dal 04/01 al 01/02)
| Acquisti | Acquisti          | Acquisti    | Acquisti      |
| R.       | Nome              | da          | Modalità      |
| -------- | ----------------- | ----------- | ------------- |
| D        | Matteo Baldi      | Marina      | definitivo    |
| D        | Franco Lepore     | Monza       | definitivo    |
| D        | Walter López      | Salernitana | definitivo    |
| D        | Antonio Natalucci | Novara      | fine prestito |
| A        | Alessandro Giannò | Foligno     | definitivo    |

| Cessioni | Cessioni          | Cessioni        | Cessioni   |
| R.       | Nome              | a               | Modalità   |
| -------- | ----------------- | --------------- | ---------- |
| D        | Matteo Baldi      | Marina          | prestito   |
| D        | Francesco Cernuto | Paganese        | definitivo |
| D        | Antonio Natalucci | Cavese          | prestito   |
| C        | Reda Boultam      | Salernitana     | prestito   |
| C        | Francesco Lodi    | FC Messina      | svincolato |
| A        | Simone Butti      | Cjarlins Muzane | prestito   |
| A        | Leonardo Gatto    | Pro Vercelli    | prestito   |
| A        | Alessandro Giannò | Grosseto        | prestito   |

## Risultati

### Serie C

#### Girone di andata
| Arbitro: | Moriconi (Roma) |

|  |           |               |
|  | Marcatori | 12’ De Santis |

| Arbitro: | Feliciani (Teramo) |

|  |           |                            |
|  | Marcatori | 17’ Tartaglia 64’ G. Gomez |

| Arbitro: | G. Miele (Nola) |

|              |           |  |
| G. Gomez 56’ | Marcatori |  |

| Arbitro: | Carella (Bari) |

|                                                |           |  |
| Bulevardi 40’ Grandolfo 53’ (rig.) Rolfini 63’ | Marcatori |  |

| Arbitro: | Centi (Viterbo) |

|                  |           |            |
| Litteri 18’, 58’ | Marcatori | 10’ Mokulu |

| Arbitro: | Di Graci (Como) |

|  |           |               |
|  | Marcatori | 45+1’ Litteri |

| Arbitro: | Tremolada (Monza) |

|             |           |                |
| Litteri 17’ | Marcatori | 81’ Zecchinato |

| Arbitro: | Petrella (Viterbo) |

|                        |           |                         |
| Pesenti 43’ Zuppel 79’ | Marcatori | 2’ G. Gomez 6’ G. Rizzo |

| Arbitro: | Gualtieri (Asti) |

|                     |           |  |
| Maracchi 69’ (aut.) | Marcatori |  |

| Arbitro: | Fontani (Siena) |

|              |           |  |
| Petrella 20’ | Marcatori |  |

| Arbitro: | Cudini (Fermo) |

|                           |           |                   |
| Scarsella 7’ De Cenco 15’ | Marcatori | 50’ (aut.) Legati |

| Arbitro: | Kumara (Verona) |

|                                    |           |                 |
| Giorico 2’ Petrella 28’ Mensah 55’ | Marcatori | 53’ De Pascalis |

| Arbitro: | Natilla (Molfetta) |

|                                  |           |                               |
| Biasci 28’ (rig.) Giovannini 78’ | Marcatori | 15’ (rig.) Lodi 67’ Tartaglia |

| Arbitro: | Fiero (Pistoia) |

|  |           |             |
|  | Marcatori | 77’ Lescano |

| Padova 14 dicembre 2020, ore 18:00 CET 15ª giornata | Padova             | 0 – 0 referto | Triestina | Stadio Euganeo (0 spett.)\| Arbitro: \| Feliciani (Teramo) \| |
| Arbitro:                                            | Feliciani (Teramo) |               |           |                                                               |

| Arbitro: | Di Graci (Como) |

|                 |           |                      |
| Boultam 4’, 40’ | Marcatori | 83’ (aut.) Tartaglia |

| Arbitro: | Marcenaro (Genova) |

|                 |           |                                |
| Fischnaller 26’ | Marcatori | 46’ (rig.) Granoche 86’ Mensah |

| Arbitro: | Pascarella (Nocera Inferiore) |

|  |           |             |
|  | Marcatori | 75’ Ferrara |

| Mantova 16 gennaio 2021, ore 17:30 CET 19ª giornata | Mantova                    | 0 – 0 referto | Triestina | Stadio Danilo Martelli (0 spett.)\| Arbitro: \| Cascone (Nocera Inferiore) \| |
| Arbitro:                                            | Cascone (Nocera Inferiore) |               |           |                                                                               |

#### Girone di ritorno
| Arbitro: | Frascaro (Firenze) |

|                                    |           |                                  |
| Leonetti 26’ Magri 34’ Moretti 66’ | Marcatori | 47’ G. Gomez 87’ (rig.) Granoche |

| Arbitro: | Ricci (Firenze) |

|                                  |           |                 |
| G. Gomez 32’ (rig.) Petrella 61’ | Marcatori | 90+3’ Collocolo |

| Arbitro: | D'Ascanio (Ancona) |

|           |           |               |
| Luppi 86’ | Marcatori | 53’ Tartaglia |

| Arbitro: | Carrione (Castellammare di Stabia) |

|                                     |           |            |
| Petrella 37’, 46’ G. Gomez 61’, 65’ | Marcatori | 74’ Lovisa |

| Arbitro: | Cosso (Reggio Calabria) |

|  |           |             |
|  | Marcatori | 80’ Litteri |

| Arbitro: | Zamagni (Cesena) |

|                                       |           |                         |
| Calvano 50’ Litteri 82’ Giorico 90+4’ | Marcatori | 12’ E. Marchi 32’ Gucci |

| Arbitro: | Maranesi (Ciampino) |

|               |           |                                  |
| Arma 19’, 69’ | Marcatori | 49’ (rig.) G. Gomez 90+1’ Lepore |

| Arbitro: | Bordin (Bassano del Grappa) |

|                          |           |               |
| G. Gomez 21’, 56’ (rig.) | Marcatori | 2’, 27’ Pinna |

| Trieste 3 marzo 2021, ore 15:00 CET 28ª giornata | Triestina          | 0 – 0 referto | Gubbio | Stadio Nereo Rocco (0 spett.)\| Arbitro: \| Calzavara (Varese) \| |
| Arbitro:                                         | Calzavara (Varese) |               |        |                                                                   |

| Imola 7 marzo 2021, ore 12:30 CET 29ª giornata | Imolese                    | 0 – 0 referto | Triestina | Stadio Romeo Galli (0 spett.)\| Arbitro: \| Di Cairano (Ariano Irpino) \| |
| Arbitro:                                       | Di Cairano (Ariano Irpino) |               |           |                                                                           |

| Arbitro: | Carella (Bari) |

|             |           |               |
| Litteri 80’ | Marcatori | 78’ Scarsella |

| Arbitro: | F. Longo (Paola) |

|                        |           |                        |
| Urbinati 2’ Neglia 44’ | Marcatori | 73’ G. Gomez 83’ Sarno |

| Arbitro: | Turrini (Firenze) |

|              |           |  |
| G. Gomez 71’ | Marcatori |  |

| Arbitro: | Pascarella (Nocera Inferiore) |

|             |           |  |
| Lescano 56’ | Marcatori |  |

| Arbitro: | Cascone (Nocera Inferiore) |

|              |           |  |
| G. Gomez 65’ | Marcatori |  |

| Arbitro: | Trremolada (Monza) |

|                        |           |             |
| Murano 86’ Minesso 89’ | Marcatori | 56’ Litteri |

| Arbitro: | Colombo (Como) |

|                                  |           |                            |
| Litteri 16’ Sarno 56’ Lepore 61’ | Marcatori | 62’ Fischnaller 75’ Voltan |

| Arbitro: | Angelucci (Foligno) |

|            |           |             |
| Barbuti 7’ | Marcatori | 87’ Calvano |

| Arbitro: | Carrione (Castellammare di Stabia) |

|               |           |             |
| Tartaglia 76’ | Marcatori | 9’ Cheddira |

### Play-off
| Arbitro: | Perenzoni (Rovereto) |

|  |           |             |
|  | Marcatori | 87’ Lonardi |

### Coppa Italia
| Arbitro: | Illuzzi (Molfetta) |

|  |           |                             |
|  | Marcatori | 19’ Maracchi 28’ Di Massimo |

| Arbitro: | Serra (Torino) |

|                                                  |           |  |
| Barillà 23’ Offredi 77’ (aut.) Machin 90’ (rig.) | Marcatori |  |

## Statistiche

### Statistiche di squadra
| Competizione | Punti | In casa | In casa | In casa | In casa | In casa | In casa | In trasferta | In trasferta | In trasferta | In trasferta | In trasferta | In trasferta | Totale | Totale | Totale | Totale | Totale | Totale | D.R. |
| Competizione | Punti | G       | V       | N       | P       | Gf      | Gs      | G            | V            | N            | P            | Gf           | Gs           | G      | V      | N      | P      | Gf     | Gs     | D.R. |
| ------------ | ----- | ------- | ------- | ------- | ------- | ------- | ------- | ------------ | ------------ | ------------ | ------------ | ------------ | ------------ | ------ | ------ | ------ | ------ | ------ | ------ | ---- |
| Serie C      | 59    | 19      | 11      | 5       | 3       | 28      | 17      | 19           | 4            | 9            | 6            | 20           | 23           | 38     | 15     | 14     | 9      | 48     | 40     | +8   |
| Coppa Italia | -     | 0       | 0       | 0       | 0       | 0       | 0       | 2            | 1            | 0            | 1            | 2            | 3            | 2      | 1      | 0      | 1      | 2      | 3      | -1   |
| Totale       | 59    | 19      | 11      | 5       | 3       | 28      | 17      | 21           | 5            | 9            | 7            | 22           | 26           | 40     | 16     | 14     | 10     | 50     | 43     | +7   |

### Andamento in campionato
| Giornata  | 1  | 2 | 3 | 4  | 5 | 6 | 7 | 8 | 9 | 10 | 11 | 12 | 13 | 14 | 15 | 16 | 17 | 18 | 19 | 20 | 21 | 22 | 23 | 24 | 25 | 26 | 27 | 28 | 29 | 30 | 31 | 32 | 33 | 34 | 35 | 36 | 37 | 38 |
| --------- | -- | - | - | -- | - | - | - | - | - | -- | -- | -- | -- | -- | -- | -- | -- | -- | -- | -- | -- | -- | -- | -- | -- | -- | -- | -- | -- | -- | -- | -- | -- | -- | -- | -- | -- | -- |
| Luogo     | C  | T | C | T  | C | T | C | T | T | C  | T  | C  | T  | C  | T  | C  | T  | C  | T  | T  | C  | T  | C  | T  | C  | T  | C  | C  | T  | C  | T  | C  | T  | C  | T  | C  | T  | C  |
| Risultato | P  | V | V | P  | V | V | N | N | P | V  | P  | V  | N  | P  | N  | V  | V  | P  | N  | P  | V  | N  | V  | V  | V  | N  | N  | N  | N  | N  | N  | V  | P  | V  | P  | V  | N  | N  |
| Posizione | 18 | 8 | 4 | 12 | 9 | 2 | 7 | 5 | 5 | 7  | 8  | 5  | 5  | 9  | 10 | 8  | 6  | 8  | 8  | 11 | 10 | 9  | 7  | 6  | 5  | 5  | 5  | 5  | 5  | 5  | 5  | 5  | 5  | 5  | 6  | 6  | 6  | 6  |

Legenda:

Luogo: C = Casa; T = Trasferta. Risultato: V = Vittoria; N = Pareggio; P = Sconfitta.